# Mustafa Selaniki
Mustafa Selaniki (in turco: Selanıkî Mustafa), conosciuto anche come Selanıkî Mustafa Efendi (fl. XVI secolo) è stato uno storico ottomano. Fu un cronista, che scrisse Tarih-i Selâniki che descrisse l'impero ottomano del periodo  1563–1599.
| Controllo di autorità | VIAF (EN) 10384293 · ISNI (EN) 0000 0000 8356 4872 · CERL cnp00590447 · LCCN (EN) n87832623 · GND (DE) 108178048 |